# 62. østlige længdekreds
Den 62. østlige længdekreds (eller 62 grader østlig længde) er en længdekreds, der ligger 62 grader øst for nulmeridianen. Den løber gennem Ishavet, Europa, Asien, det Indiske Ocean, det Sydlige Ishav og Antarktis.